# Wilhelm Krasnapolsky

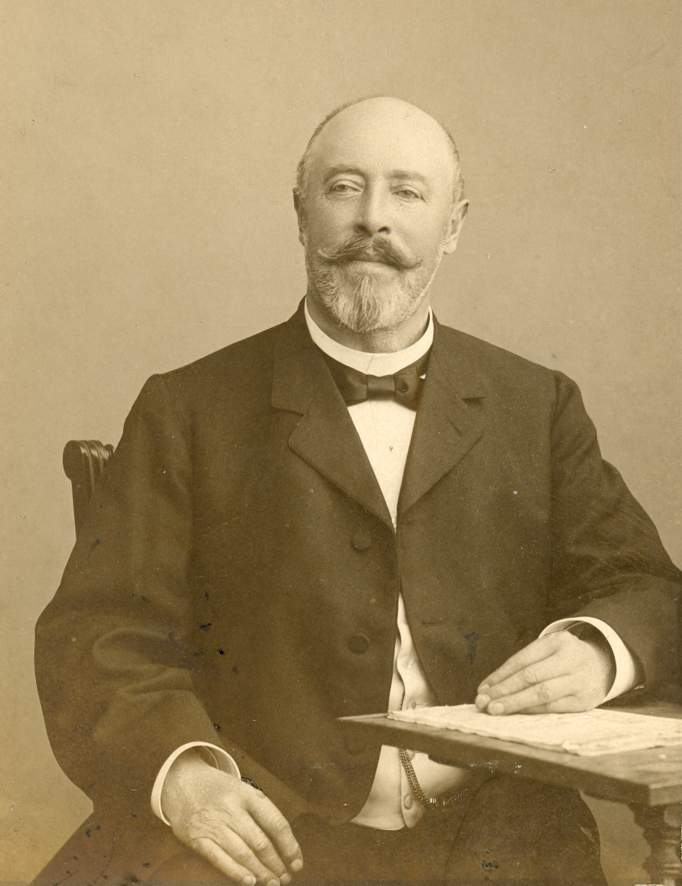
Wilhelm Krasnapolsky

Wilhelm Krasnapolsky (* 24. Mai 1834 in Peine; † 22. April 1912 in Bussum, Provinz Nordholland) war ein deutscher Schneider, Kaufmann und Hotelier. Den zweiten Vornamen Adolph legte er sich zu.

## Leben
Krasnapolskys Großvater Christian Franz Krasnapolsky kam 1804 aus Polen nach Peine. Er heiratete eine Schneiderwitwe und wurde nach seiner Meisterprüfung Mitglied der Schneiderinnung. Einer seiner Söhne, Franz Wilhelm Krasnapolsky, heiratete Maria Schwenke, die den Sohn Wilhelm Krasnapolsky zur Welt brachte. Er wurde getauft und konfirmiert. Er folgte seinem Vater und Großvater und machte in Peine eine Schneiderlehre.

### Unternehmer in Amsterdam

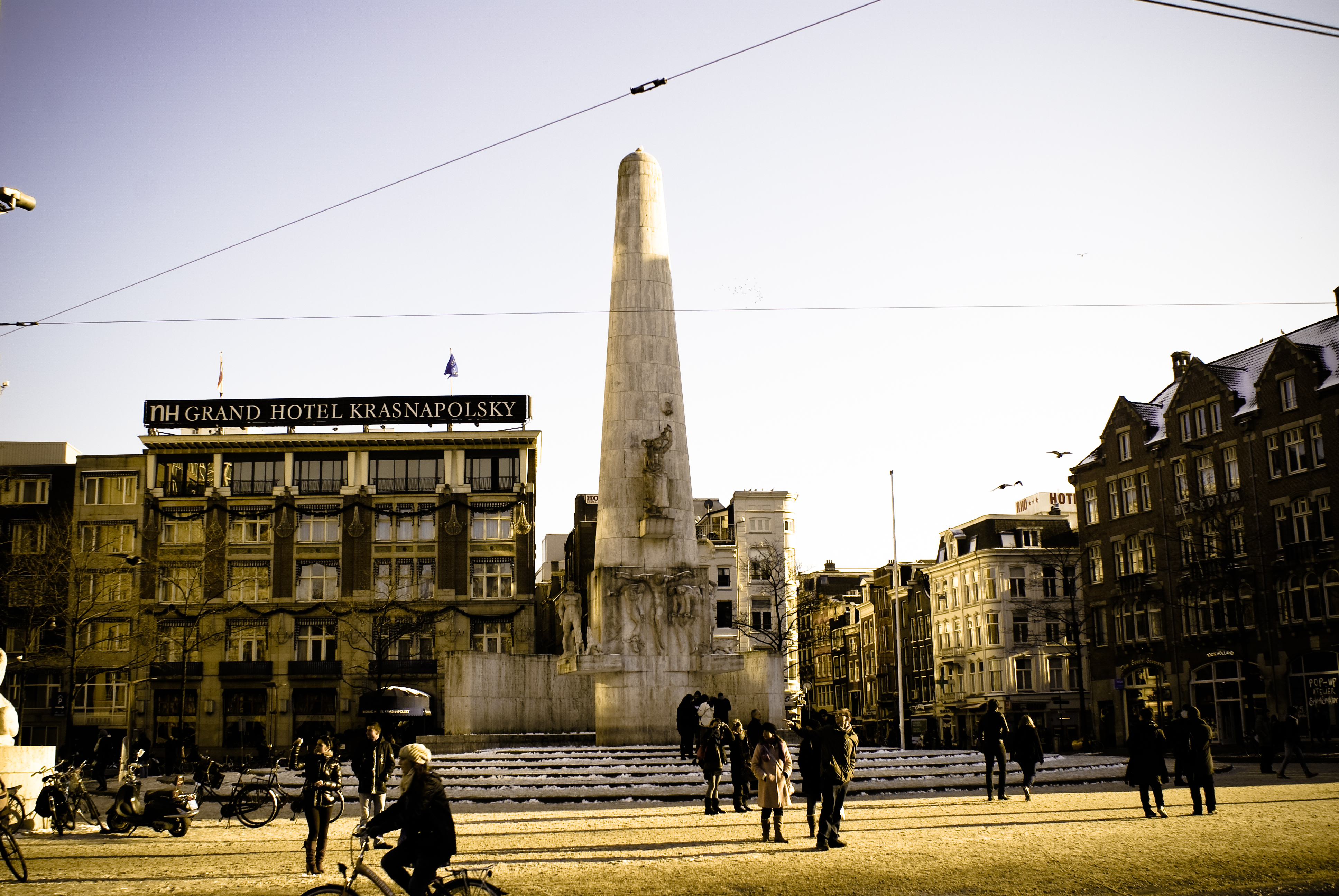
Das Grand Hotel Krasnapolsky (links) mit dem Nationalmonument am Dam im Zentrum von Amsterdam

In den Wanderjahren gelangte er 1856 nach Amsterdam, wo er mit einem Kompagnon ein Geschäft für Wolle und Seide eröffnete. Weltoffen und kaufmännisch geschickt, kam er zu Reichtum. Er gründete Handelsfirmen und kaufte 1866 ein Kaffeehaus, das er zu einem modernen Restaurant umgestaltete und zu einem Hotel ausbaute. Zur Weltausstellung 1883 erweiterte er es um einen Wintergarten, der das Grand Hotel Krasnapolsky weltbekannt machte. Er züchtete exotische Pflanzen, mit denen er das Grandhotel schmückte. Es besteht noch heute unter seinem Namen.
1880 übernahm Krasnapolsky die Erste Amsterdamer Elektrizitätsgesellschaft. So konnte er es sich 1889 leisten, zum 40-jährigen Regierungsjubiläum von König Wilhelm III. den Platz vor dem Paleis op de Dam mit 5.000 Glühlampen auszuleuchten. Im Jahr 2001 erklärte das Ministerium für Bildung, Kultur und Wissenschaft (Ministerie van Onderwijs, Cultuur en Wetenschap) der Niederlande das Gebäude des ehemaligen Elektrizitätswerkes zum Kulturdenkmal (Rijksmonument).
Nach dem Tod seines einzigen Sohnes zog er sich im Jahr 1909 aus dem Geschäft zurück. Er baute sich eine Villa in Bussum und widmete sich der Pflanzenzucht von Blumen und exotischen Früchten.

### Soziales Engagement

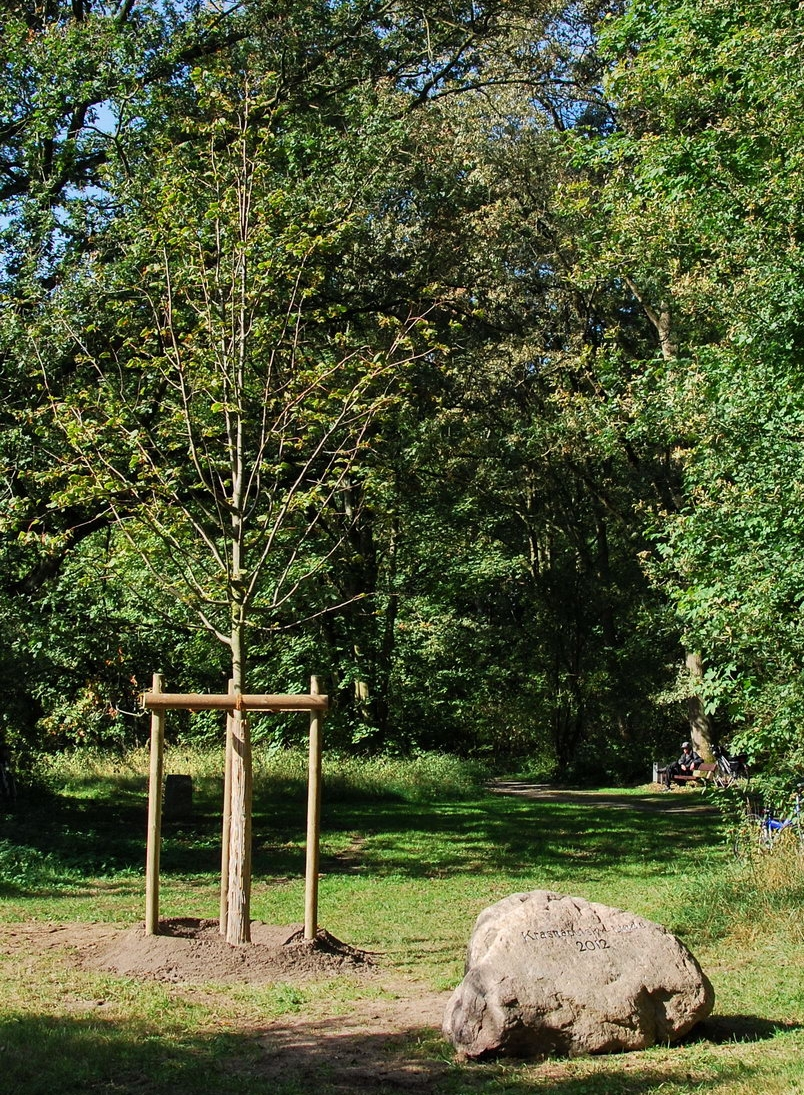
Die Krasnapolsky-Linde im Peiner Herzberg (2012)

Im Jahr 1896 stiftete Krasnapolsky 1000 Goldmark für den Neubau der St.-Jakobi-Kirche in Peine.
Als die Stadt Peine den Herzberg, einen Hügel im Norden der Kernstadt, zu einem Stadtwald aufforsten wollte, bat der Bürgermeister seiner Heimatstadt, Julius Meyer (1874–1942), um neuerliche Hilfe. Krasnapolsky gewährte sie mit 30.000 Goldmark. Wegen einer Krebserkrankung seit dem Frühjahr 1912 bettlägerig, konnte Krasnapolsky der Einladung des Peiner Bürgermeisters nicht mehr folgen. Als er kurz vor seinem 78. Geburtstag starb, hatte er „seinen“ Herzberg nie gesehen. Ihrerseits dankbar, ließ die Stadt Peine einen Gedenkstein gestalten. Der Findling trägt die Inschrift:
DEM GEDÄCHTNIS DES HOCHHERZIGEN STIFTERS A. W. KRASNAPOLSKY 1912
Anlässlich der 100-jährigen Jubiläumsfeier (2012) enthüllte der Kreisheimatbund Peine eine Informationstafel. Im Liebesgrund wurde eine Krasnapolsky-Linde gepflanzt.